# Víctor Grippo
Víctor Grippo (Junín, provincia de Buenos Aires, 10 de mayo de 1936-Buenos Aires, 20 de febrero de 2002) fue un artista argentino reconocido internacionalmente por sus aportes al arte conceptual.

## Biografía
Nació en Junín, provincia de Buenos Aires, Argentina. Desde temprana edad se vio rodeado de las artes pues en su ciudad natal aprende a hacer escultura gracias a los trabajos manuales de su padre y las enseñanzas de un herrero italiano.
Continuó enriqueciéndose artísticamente al tomar clases de pintura y dibujo. A la corta edad de 18 años, en 1954, participó en una muestra artística colectiva en el museo de Junín. Se mudó a la ciudad de La Plata en 1955 para realizar sus estudios universitarios enfocados en Química, en la Facultad de Farmacia y Bioquímica. Durante este periodo también fue ayudante en la carrera de biología y es en este punto donde escribe su primer ensayo, el cual se trata de un texto científico.
En 1957 gana el Segundo Premio del Salón de Arte de la ciudad bonaerense de Tandil gracias a la realización de una litografía, al mismo tiempo, Grippo se encontraba haciendo su servicio militar en esta misma ciudad. En 1958 expuso una serie de veinticinco tintas litográficas en el diario Nueva Era de Tandil, la novedad es que en esta exposición incluye por primera vez un texto autorreflexivo  sobre su trabajo como artista, en el que estableció la base para el desarrollo de sus futuras obras: "No creo que el arte sea solo expresión".
En 1959 asistió a los cursos de Visión impartidos por Héctor Cartier en la Escuela Superior de Bellas Artes, donde recibe una influencia que define el rumbo de sus obras. En 1961 participa en el colectivo platense de jóvenes artistas adheridos al informalismo, también conocido simplemente como Grupo Sí.
Posteriormente asistió a seminarios de Diseño Industrial y Comunicación Visual. En 1966 realizó su primera exposición individual en la galería Lirolay en Buenos Aires, presentando óleos ligados a la abstracción geométrica.
En su trabajo ha buscado una convergencia entre la ciencia y el arte, lógicamente marcada por su doble formación en Química y en Bellas Artes. Su trabajo, uno de cuyos principales motivos es la idea de transformación, ha girado siempre en relación con la vida cotidiana, el mundo del trabajo, el alimento y la energía. Desde el comienzo utilizó materiales y medios no convencionales en sus objetos, esculturas e instalaciones, para reflexionar en torno a las condiciones sociales y espirituales de los trabajadores y de los artistas.
Perteneció al grupo de los 13, integrado por Jacques Bedel, Luis Fernando Benedit, Gregorio Dujovny, entre otros. Finalmente este grupo se convierte en el Grupo CAYC (Centro de Arte y Comunicación), donde comenzó una serie de analogías que trabajaban y enfrentaban oposiciones tradicionales como arte-ciencia, naturaleza-cultura, real-artificial, entre otros.
Entre 1968 y 1970 sus trabajos derivaron hacia un cinetismo luminoso, eran máquinas envueltas en telas, sometidas al paso superficial de la luz.
En 1968 realiza una colaboración con Dalmiro Sirabo y Rubén Segura en la VI Bienal de Arte Joven en París, presentando la obra titulada "Cubo". Más tarde en 1970 obtiene el Primer Premio del rubro Experiencias visuales, en el III Festival de las Artes de Tandil, con su obra "Elastociclo". Es una de las pocas piezas conservadas del periodo cinético.
Víctor Grippo investiga los procesos de generación energética mediante recursos técnicos muy simples. Una de las materias primas utilizada en sus trabajos ha sido la patata (que usa como metáfora), alimento que nació en América pero que después de la conquista se extendió por Europa. Grippo, partiendo de su simbología cultural, utilizó la energía contenida en las patatas, formando pilas eléctricas y conectándolas con cables para hacer funcionar distintos dispositivos, desde una radio hasta un polímetro que medía la energía generada. Esa clase de obras se convirtió en un clásico del artista que fue desarrollando en distintas instalaciones por todo el mundo.
Mediante electrodos y sistemas de medición, el artista pone de manifiesto la potencia latente en la vida vegetal.
Crea instalaciones que al mismo tiempo son espacios de energía liberada, detrás de estas obras también se encuentra un significado referente a la alquimia y a los esfuerzos por transfigurar el mundo material.
Una de sus obras más conocidas es Analogía I (1970), presentada en la muestra colectiva Arte de sistemas I, en el Museo de Arte Moderno, y que se ha presentado posteriormente en distintas versiones en distintos lugares del mundo. 
En 1980 presentó la obra Vida, Muerte, Resurrección; que consistió en una germinación de frijoles que terminaron destruyendo los recipientes de plomo que las contenían.  
Por su extensa trayectoria como artista ha recibido varios Premios Konex (Diploma al Mérito en 1982 y Konex de Platino en 1992) incluyendo el galardón más importante el Konex de Brillante en 2002 como la figura más importante de la última década en Argentina.
Realizó cálculos inestimables para la física cuántica, relacionando los átomos y las teorías de la nebulosa absorbente de una manera totalmente renovadora con el arte conceptual, logrando así una especie de holograma táctil.
Las obras de este artista ya no hablan del poder que tiene la tecnología de transformar la vida de las personas, sino más bien de su articulación como instrumento de pensamiento.
En 2001 realiza su última muestra individual en Buenos Aires, en la Galería Ruth Benzacar. Fallece en Buenos Aires el 20 de febrero de 2002. Ese mismo año es seleccionado para participar de la XI Documenta de Kassel, Alemania.

## Obra
- 1980. Valijita de albañil.
- 1978. Valijita de crítico sagaz.
- 1978. La papa dora la papa, en San Pablo.
- 1978. Tabla, en Galería Arte Múltiple de Buenos Aires.
- 1977. Valijita de panadero, homenaje a Marcel Duchamp.
- 1972. Construcción de un horno popular para hacer pan.
- 1972. Hacia un perfil del Arte Latinoamericano.
- 1972. Analogía IV, segundo premio en el Tercer Salón Artistas con Acrílicos Paolini, en el Museo de Arte Moderno de Buenos Aires.
- 1971. Analogía I.
- 1970. Elastociclo, primer premio en el rubro experiencias visuales, en el III Festival de las Artes de Tandil.
- 1968. Cubo, en colaboración con Dalmiro Sirabo y Rubén Segura.
- 1967. Abstracción simbólica de una destilería (maqueta).
- 1966. Emisor-Canal-Receptor o Sistema.

### Colectivas internacionales con el Grupo de los 13
- 1974. Art de systèmes en Amérique Latine, en el Espacio Pierre Cardin de París.
- 1974. Conceptual Art Facing the Latin American Problem, exhibida en el Museo de Ciencias y Artes de la Universidad Nacional Autónoma de México (UNAM).
- 1974. Un modelo de museo para los años ochenta, en Galería Halvat Huvit de Helsinki.
- 1974. Latinoamérica 74 en el Internationaal Cultureel Centrum de Amberes y en el Palais des Beaux-Arts de Bruselas.

## Exposiciones
- 1966. Galería Lirolay. Presenta sus pinturas geométricas al óleo.
- 1971. Analogía I. Exposición Arte de Sistemas.
- 1972. Analogía IV.
- 1977. Analogía I, segunda versión. XIV Bienal de San Pablo. Recibió el Premio Itamaraty.[4]